# Округ Хејвуд (Тенеси)
Хејвуд (енгл. Haywood County) је округ у америчкој савезној држави Тенеси.

## Демографија
По попису из 2010. године број становника је 18.787, што је 1.01 (-5,1%) становника мање него 2000. године.
| Група             | 2000.          | 2010.         |
| Белци             | 9.088 (45,9%)  | 8.419 (44,8%) |
| Афроамериканци    | 10.106 (51,0%) | 9.465 (50,4%) |
| Азијати           | 18 (0,1%)      | 21 (0,1%)     |
| Хиспаноамериканци | 524 (2,6%)     | 723 (3,8%)    |
| Укупно            | 19.797         | 18.787        |